# Žralok tichooceánský
Žralok tichooceánský (Lamna ditropis) je velký druh žraloka z čeledi lamnovitých. Vyskytuje se ve vodách severního Tichého oceánu. Obývá pobřežní vody i volné moře od hladiny do hloubek 155 metrů, ale byl zaznamenán i v hloubce 255 metrů. Je blízkým příbuzným žraloka sleďového, od kterého byl jako samostatný druh uznán v roce 1947. Dorůstá maximální délky 3 metry a hmotnosti 450 kg. Při lovu tvoří hejna až o 30 kusech.
Živí se kostnatými rybami, jako jsou např. lososi, makrely, sledi či tresky a také menšími druhy žraloků a hlavonožci. Přiživuje se také na rybářských úlovcích, čímž se občas také stává kořistí. Pro svou velikost je pro člověka potenciálně nebezpečný. Databáze ISAF Floridského muzea neeviduje žádný útok žraloka tichooceánského na člověka. To však může být jednak podobností s žralokem bílým, kterému jsou tak možná paradoxně připsány i útoky tohoto druhu žraloka, a také rozšířením v severní oblasti oceánu, kde se s lidmi často nesetkává.